# Римский мост (Кордова)

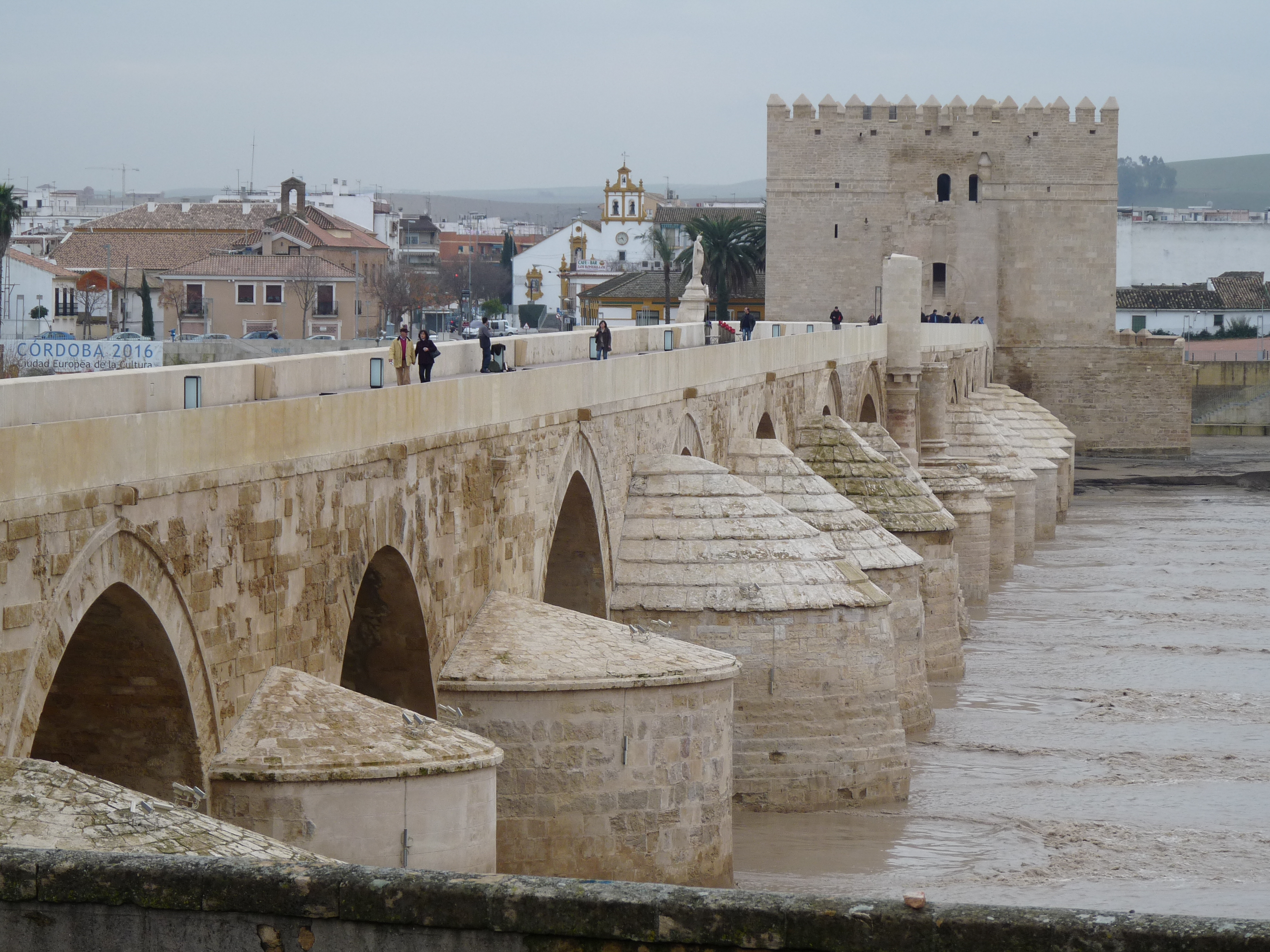
Римский мост и башня Калаорра

Римский мост в Кордове (исп. Puente Romano) — древнеримский 16-арочный мост длиной 250 м через реку Гвадалквивир на Августовой дороге.
Построен после битвы при Мунде, состоявшейся в 45 году до нашей эры, и имел важное стратегическое значение. Мост был отреставрирован в X веке при арабах и неоднократно восстанавливался также после Реконкисты. На северном берегу у Римского моста располагаются ворота Пуэрта-дель-Пуэнте, когда-то служившие для прохода через городскую крепостную стену.
На противоположном от Мескиты берегу находится башня Калаорра, средневековая сторожевая башня, ныне музей. В центральной части моста находится памятник архангелу Рафаилу XVII века работы Бернабе Гомеса дель Рио. До середины XX века Римский мост оставался единственным мостом Кордовы через Гвадалквивир. С 2004 года Римский мост является пешеходным.